# Fabrício Carpi Nejar
Fabrício Carpi Nejar (nacido el 23 de octubre de 1972 en Caxias do Sul), o Fabricio Carpinejar, como empezó a fichar en 1998, es un poeta, columnista y periodista brasileño.
Es hijo de los poetas María Carpi y Carlos Nejar. Tras la separación de sus padres, en 1981, comenzó a ser criado por su madre.
En 1990 ingresó a la carrera de periodismo en la Universidad Federal de Rio Grande do Sul, donde se graduó en 1995. En la misma institución obtuvo la Maestría en Literatura Brasileña, en 2001.
Lanzó Las suelas del sol en 1998. A partir de ese momento unió sus apellidos y firmó: Carpinejar.
En 2003 publicó, a través de la editorial Companhia das Letras, la antología Caja de zapatos, que le dio notoriedad nacional.
Ha publicado cuarenta y tres libros entre poesía, crónica, infantil y juvenil y reportajes, habiendo obtenido más de 20 premios literarios. Es comentarista del programa Encontro com Fátima Bernardes de la Rede Globo y columnista del diario Zero Hora y de un blog en O Globo. Condujo el programa Palavra Livre en Rádio Itatiaia durante un año (2017-2018) y fue comentarista de Radio Gaucha durante cuatro años. Durante diez años, de 2001 a 2011, trabajó en Unisinos, donde fue profesor y coordinador de cursos e idealizó las graduaciones en Formación de Productores y Agentes Literarios y Formación de Productores y Músicos de Rock.
Adaptó su libro de 2012 'Ai Meu Deus, Ai Meu Jesus – Crônicas de Amor e Sexo' para teatro, junto a Claudia Tajes. En 2016 se exhibió la obra “O Amor Perdoa Tudo, incluido el matrimonio”. Presenta el stand-up El amor no es para débiles.
En 2018 actuó como director, dramaturgo y actor en la obra De pai para filho, con Carlos Nejar.
Fue elegido por la revista Época como una de las 27 personalidades más influyentes de internet. Sus servilletas digitales causan furor entre los internautas y sus posts superan el millón de lectores.
El 31 de febrero de 2012 debutó como presentador del programa A Máquina, en TV Gazeta.
Desde mayo de 2011 mantiene la columna que antes ocupaba Moacyr Scliar en el diario Hora Cero.
Fabrício Carpinejar figura entre los poetas brasileños más relevantes del siglo XXI en una lista encabezada por nombres como Augusto Branco, Adélia Prado y Bruna Lombardi, según un estudio que tuvo en cuenta la difusión de su obra tanto entre el público general como entre Sitios web especializados en literatura, trabajos académicos y la referencia de sus textos en obras literarias de otros autores.

## libros publicados
- 1998 - Las plantas del sol
- 2000 - Un traje de pájaro hacia el sur
- 2001 - Tercer asiento
- 2002 - Biografía de un árbol
- 2003 - Caja de zapatos (antología)
- 2004 - Porto Alegre y el día que la ciudad se escapó de casa
- 2005 - Como en el cielo/Libro de visitas
- 2006 - El amor se olvida de empezar
- 2006 - Cachorro de Cruz Credo
- 2006 - Mi hijo, mi hija.
- 2008 - Diario de un amante - Síntomas de un bien incurable
- 2008 - ¡Sinvergüenza! (crónicas)
- 2009 - www.twitter.com/carpinejar
- 2010 - Mujer recuperadora
- 2010 - El chico gris
- 2011 - Borralheiro - Mi viaje por la casa
- 2011 - La niña superdotada
- 2012 - Belleza Interior - Un viaje poético por Rio Grande do Sul
- 2012 - Oh Dios mío, oh Jesús mío: Crónicas de amor y sexo
- 2012 - Bienvenida - Historias de las ciudades con los nombres más bellos y misteriosos de Brasil
- 2013 - Estoy esperando a alguien
- 2014 - Ayúdame a llorar
- 2014 - Comodín
- 2015 - ¿A dónde va el amor?
- 2015 - Todas las mujeres
- 2016 - Amor a la antigua usanza
- 2016 - Felicidad incurable
- 2017 - La amistad también es amor.
- 2017 - La libertad en la vida es tener un amor al que aferrarse
- 2018 - Cuidemos a los padres antes de que sea demasiado tarde
- 2019 - Mi Esposa Tiene La Contraseña De Mi Celular
- 2019 - La familia lo es todo
- 2020 - ¡Colo, por favor! - Reflexiones en tiempos de aislamiento

## premios
- Premio Fernando Pessoa, de la Unión Brasileña de Escritores (1998)
- Premio Literario Destacado en la 46ª Feria del Libro de Porto Alegre (2000)
- Premio Açorianos de Literatura (2001)
- Premio Marengo D'Oro – Italia (2001)
- Premio Cecília Meireles, de la Unión Brasileña de Escritores (2002)
- Premio Açorianos de Literatura (2002)
- Premio Nacional Olavo Bilac, de la Academia Brasileña de Letras (2003)[3]
- Premio Jabuti (2009)[4]
- Mención de Honor en el Premio Alceu Amoroso Lima - Poesía y Libertad (2012)

## enlaces externos
- Sítio oficial
- Poesia de Fabrício Carpinejar.
- Blogue oficial
- Site oficial do programa de televisão A Máquina.
- Fabrício Carpi Nejar en Instagram
- Fabrício Carpi Nejar en X (antes Twitter)
- Fabrício Carpi Nejar en Facebook

- Datos: Q5428242
- Multimedia: Fabrício Carpinejar / Q5428242